# Parma Associazione Sportiva 1936-1937
Questa pagina raccoglie le informazioni riguardanti il Parma Associazione Sportiva nelle competizioni ufficiali della stagione 1936-1937.

## Stagione
La stagione 1936-1937 nel girone B del campionato di Serie C, ha valso al Parma il decimo posto solitario in classifica con 29 punti, fotocopia della stagione precedente, il torneo è stato vinto dal Vigevano con 42 punti che è salito di categoria, davanti al Piacenza secondo con 38 punti. I crociati con alla presidenza Filippo Bonati, dopo tre annate guidati in panchina da Tito Mistrali, in questa stagione sono allenati da Alfredo Mattioli e disputano un torneo senza infamia e senza lode che li vede giungere a centro classifica. Miglior realizzatore di stagione Manfredo Grandi con nove centri.

## Rosa
| N. |                   | Ruolo | Calciatore         |
| -- | ----------------- | ----- | ------------------ |
|    | Italia (bandiera) | C     | Romeo Alberti      |
|    | Italia (bandiera) | A     | Walter Avanzini    |
|    | Italia (bandiera) | C     | Giuseppe Barantani |
|    | Italia (bandiera) | A     | Mario Bergonzini   |
|    | Italia (bandiera) | P     | Mario Carpi        |
|    | Italia (bandiera) | D     | Marino Cavazzuti   |
|    | Italia (bandiera) | D     | Bruno Cresci       |
|    | Italia (bandiera) | C     | Gino Gavazzi       |
|    | Italia (bandiera) | A     | Manfredo Grandi    |
|    | Italia (bandiera) | A     | Fiorano Grassi     |

| N. |                   | Ruolo | Calciatore         |
| -- | ----------------- | ----- | ------------------ |
|    | Italia (bandiera) | C     | Guido Mazzetti     |
|    | Italia (bandiera) | D     | Walter Negroni     |
|    | Italia (bandiera) | A     | Dino Paini         |
|    | Italia (bandiera) | A     | Fortunato Pesenti  |
|    | Italia (bandiera) | D     | Gilberto Pogliano  |
|    | Italia (bandiera) | C     | Augusto Ponticelli |
|    | Italia (bandiera) | A     | Ernesto Rizzi      |
|    | Italia (bandiera) | P     | Giovanni Roletto   |
|    | Italia (bandiera) | C     | Cecchino Schiavi   |
|    | Italia (bandiera) | A     | Bruno Sculli       |

## Risultati

### Girone di andata
| Arbitro: | Cianci (Ancona) |

|                |           |  |
| Ponticelli 30’ | Marcatori |  |

| Piacenza 20 settembre 1936 2ª giornata | Piacenza           | 0 – 0 | Parma | Stadio del Littorio\| Arbitro: \| Pasinato (Venezia) \| |
| Arbitro:                               | Pasinato (Venezia) |       |       |                                                         |

| Arbitro: | Conti (Ravenna) |

|                        |           |                |
| Mazzetti 20’ Paini 26’ | Marcatori | 41’ L. Mariani |

| Arbitro: | Goracci (Firenze) |

|                                          |           |  |
| Biassoni 34’ (rig.) Quario 52’ Valli 64’ | Marcatori |  |

| Arbitro: | Bellè (Venezia) |

|                        |           |  |
| Pesenti 37’ Grandi 75’ | Marcatori |  |

| Arbitro: | Anceschi (Genova) |

|              |           |             |
| Giuliani 81’ | Marcatori | 16’ Pesenti |

| Arbitro: | Osti (Ferrara) |

|                  |           |             |
| Colli 12’ (rig.) | Marcatori | 38’ Alberti |

| Arbitro: | Bianchi (La Spezia) |

|              |           |                                     |
| Mazzetti 73’ | Marcatori | 36’ Tedeschi 71’ Clerici 88’ Meroni |

| Arbitro: | Reggiani (Brescia) |

|                                   |           |                 |
| Zanni 16’ Barberis 24’ Peroni 37’ | Marcatori | 13’, 73’ Grandi |

| Parma 29 novembre 1936 10ª giornata | Parma               | 0 – 0 | Varese | Stadio Ennio Tardini\| Arbitro: \| Bianchi (La Spezia) \| |
| Arbitro:                            | Bianchi (La Spezia) |       |        |                                                           |

| Crema 6 dicembre 1936 11ª giornata | Crema          | 0 – 0 | Parma | Stadio Giuseppe Voltini\| Arbitro: \| Neri (Vicenza) \| |
| Arbitro:                           | Neri (Vicenza) |       |       |                                                         |

| Arbitro: | Mayer (Trieste) |

|                                    |           |                 |
| Bergonzini 2’, 80’ Grandi 37’, 83’ | Marcatori | 75’ (rig.) Erba |

| Arbitro: | Melioli (Genova) |

|                                     |           |                    |
| Salari 32’ Buschini 44’ Nicolis 46’ | Marcatori | 36’, 86’ Barantani |

| Arbitro: | Forni (Trento) |

|            |           |                |
| Grandi 65’ | Marcatori | 35’ Fornasaris |

| Arbitro: | Tommei (Savona) |

|  |           |                    |
|  | Marcatori | 22’ (rig.) Schiavi |

### Girone di ritorno
| Arbitro: | Vettori (Pisa) |

|                                                          |           |  |
| Cabiati 14’, 63’ Marelli 60’ Barzaghi 75’ Arienti II 89’ | Marcatori |  |

| Arbitro: | Cardinali (Milano) |

|            |           |                  |
| Grassi 59’ | Marcatori | 10’, 85’ Gaddoni |

| Arbitro: | Fuhrmann (Omegna) |

|           |           |           |
| Negri 36’ | Marcatori | 23’ Rizzi |

| Arbitro: | Cappelli (Trieste) |

|                       |           |                                               |
| Grandi 5’, 73’ (rig.) | Marcatori | 31’ (aut.) Ponticelli 51’ (rig.) 54’ Biassoni |

| Arbitro: | Bernabei (Genova) |

|               |           |               |
| Tremolada 77’ | Marcatori | 47’ Barantani |

| Arbitro: | Sinico (Verona) |

|                   |           |  |
| Grandi 65’ (rig.) | Marcatori |  |

| Arbitro: | Sorbi (Firenze) |

|             |           |                 |
| Alberti 46’ | Marcatori | 55’ De Stefanis |

| Arbitro: | Pedemonte (Genova) |

|                                    |           |  |
| Clerici 20’, 23’ (rig.) Meroni 56’ | Marcatori |  |

| Arbitro: | Di Pasquale (Milano) |

|                      |           |  |
| Pesenti 9’, 31’, 75’ | Marcatori |  |

| Arbitro: | Capriolo (Crema) |

|                     |           |                             |
| Guidali 2’ Galli 8’ | Marcatori | 10’ Avanzini 53’ Bergonzini |

| Arbitro: | Melioli (Genova) |

|                                                       |           |  |
| Bergonzini 6’ Barantani 56’ Avanzini 64’ Pogliano 83’ | Marcatori |  |

| Arbitro: | Levrero (Genova) |

|            |           |  |
| Vivian 71’ | Marcatori |  |

| Arbitro: | Tognazzi (Novara) |

|  |           |            |
|  | Marcatori | 72’ Salari |

| Arbitro: | Bernabei (Genova) |

|                     |           |                 |
| Fornasaris 18’, 30’ | Marcatori | 42’, 82’ Grassi |

| Arbitro: | Tagliapietra (Padova) |

|                             |           |              |
| Grassi 55’, 60’ Pesenti 81’ | Marcatori | 74’ Zuccotti |